# Ștefan cel Mare (Olt)
Pour les articles homonymes, voir Ștefan cel Mare.
Ștefan cel Mare est une commune du județ d'Olt en Roumanie.

## Démographie
Lors du recensement de 2011, 94,85 % de la population se déclarent roumains, 1,21 % comme roms (3,87 % ne déclarent pas d'appartenance ethnique et 0,05 % déclarent appartenir à une autre ethnie).

## Politique
| Parti | Parti                                                 | Sièges |
| ----- | ----------------------------------------------------- | ------ |
|       | Parti social-démocrate (PSD)                          | 6      |
|       | Parti national libéral (PNL)                          | 3      |
|       | Union nationale pour le progrès de la Roumanie (UNPR) | 2      |